# Labour Party
|  | For det australske Labour, se Australian Labor Party |
Partiet Labour er et centrum-venstre-parti i Storbritannien, og det er et af Englands tre centrale politiske partier (de to andre er det Konservative Parti og de Liberale Demokrater). Det beskriver sig selv som et socialdemokratisk parti og er medlem af Socialistisk Internationale.

## Tiden efter 1997
Med Tony Blair i spidsen vandt partiet en jordskredssejr ved valget i 1997 og etablerede sin første regering siden 1979. Partiet fastholdt sin position ved parlamentsvalgene i både 2001 og 2005. 24. juni 2007 overtog Gordon Brown ledelsen af partiet og tre dage efter også premierministerposten. Den 11. maj 2010 trak han sig tilbage som både premierminister og formand. Siden blev den noget mere venstreorienterede Ed Miliband, der var tidligere erhvervs- og miljøminister, formand. Det skete på Labours partikongres den 25. september i Manchester, hvor han slog sin storebror, den tidligere udenrigsminister David Miliband.
Den 12. september 2015 blev Jeremy Corbyn valgt som formand for Labour ved urafstemning. Corbyn meddelte efter valgnederlaget i december 2019, at han ville trække sig tilbage, og den 4. april 2020 overtog Keir Starmer posten som formand efter en afstemning i partiet.
Ved Parlamentsvalget i Storbritannien 2024 vandt Labour en jordskredssejr, hvilket afsluttede fjorten års konservativ styre. Denne jordskredssejr lignede den, Tony Blair opnåede ved Parlamentsvalget i Storbritannien 1997, sidste gang en Labour-opposition afsatte en konservativ regering.

## Partiledere
|    |                              | Portræt | Leder fra          | Leder til          | Fødsels- og dødsdato                  |
| -- | ---------------------------- | ------- | ------------------ | ------------------ | ------------------------------------- |
| 1  | Keir Hardie                  |         | 17. februar 1906   | 22. januar 1908    | 15. august 1856 - 26. september 1915  |
| 2  | Arthur Henderson             |         | 22. januar 1908    | 14. februar 1910   | 13. september 1863 - 20. oktober 1935 |
| 3  | George Nicoll Barnes         |         | 14. februar 1910   | 6. februar 1911    | 2. januar 1859 - 21. april 1940       |
| 4  | James Ramsay MacDonald       |         | 6. februar 1911    | 5. august 1914     | 12. oktober 1866 - 9. november 1937   |
| 5  | Arthur Henderson             |         | 5. august 1914     | 24. oktober 1917   | (se boks nr. 2)                       |
| 6  | William Adamson              |         | 24. oktober 1917   | 14. februar 1921   | 2. april 1863 - 23. februar 1936      |
| 7  | John Robert Clynes           |         | 14. februar 1921   | 21. november 1922  | 27. marts 1869 - 23. oktober 1949     |
| 8  | James Ramsay MacDonald       |         | 21. november 1922  | 1. september 1931  | (se boks nr. 4)                       |
| 9  | Arthur Henderson             |         | 1. september 1931  | 25. oktober 1932   | (se boks nr. 2)                       |
| 10 | George Lansbury              |         | 25. oktober 1932   | 8. oktober 1935    | 21. februar 1859 - 7. maj 1940        |
| 11 | Clement Attlee               |         | 8. oktober 1935    | 7. december 1955   | 3. januar 1883 - 8. oktober 1967      |
| 12 | Hugh Gaitskell               |         | 14. december 1955  | 18. januar 1963    | 9. april 1906 - 18. januar 1963       |
| 13 | George Brown                 |         | 18. januar 1963    | 14. februar 1963   | 2. september 1914 - 2. juni 1985      |
| 14 | Harold Wilson                |         | 14. februar 1963   | 5. april 1976      | 11. marts 1916 - 24. maj 1995         |
| 15 | James Callaghan              |         | 5. april 1976      | 3. november 1980   | 27. marts 1912 - 26. marts 2005       |
| 16 | Michael Foot                 |         | 3. november 1980   | 2. oktober 1983    | 23. juli 1913 - 3. marts 2010         |
| 17 | Neil Kinnock                 |         | 2. oktober 1983    | 18. juli 1992      | 28. marts 1942 -                      |
| 18 | John Smith                   |         | 18. juli 1992      | 12. maj 1994       | 13. september 1938 - 12. maj 1994     |
| 19 | Margaret Beckett             |         | 12. maj 1994       | 21. juli 1994      | 15. januar 1943 -                     |
| 20 | Tony Blair                   |         | 21. juli 1994      | 24. juni 2007      | 6. maj 1953 -                         |
| 21 | Gordon Brown                 |         | 24. juni 2007      | 11. maj 2010       | 20. februar 1951 -                    |
| 22 | Harriet Harman, (fungerende) |         | 11. maj 2010       | 25. september 2010 | 30. juli 1950 -                       |
| 23 | Ed Miliband                  |         | 25. september 2010 | 2015               | 24. december 1969 -                   |
| 24 | Harriet Harman, (fungerende) |         | 2015               | 2015               | 30. juli 1950 -                       |
| 25 | Jeremy Corbyn                |         | 12. september 2015 | 4. april 2020      | 26. maj 1949 -                        |
| 26 | Keir Starmer                 |         | 4. april 2020      | Nuværende          | 2. september 1962 -                   |